# 라쏘
라쏘(lasso, LASSO, least absolute shrinkage and selection operator)는 통계학 및 기계 학습에서 결과 통계 모델의 예측 정확도와 해석 가능성을 높이기 위해 변수 선택과 정규화를 모두 수행하는 회귀 분석 방법이다. 라쏘 방법은 선형 모델의 계수가 희박하다고 가정한다. 즉, 그 중 0이 아닌 계수는 거의 없다. 이는 원래 지구물리학에 도입되었으며 나중에 이 용어를 만든 로버트 팁시라니에 의해 소개되었다.
라쏘는 원래 선형 회귀 모델용으로 공식화되었다. 이 간단한 사례는 추정량에 대한 상당한 양을 보여준다. 여기에는 능선 회귀 및 최상의 하위 집합 선택과의 관계, 라쏘 계수 추정과 소위 소프트 임계값 간의 연결이 포함된다. 또한 (표준 선형 회귀와 마찬가지로) 공변량이 동일 선상에 있는 경우 계수 추정치가 고유할 필요가 없음을 보여준다.
원래 선형 회귀용으로 정의되었지만 라쏘 정규화는 일반화 선형 모델, 일반화 추정 방정식, 비례위험모형 및 M-추정기를 포함한 다른 통계 모델로 쉽게 확장된다. 하위 집합 선택을 수행하는 라쏘의 기능은 제약 조건의 형태에 따라 달라지며 기하학, 베이즈 통계학 및 볼록 분석 측면을 포함하여 다양한 해석이 가능하다.
라쏘는 기본 추적 노이즈 제거와 밀접한 관련이 있다.

## 같이 보기
- 모형 선택
- 비모수 회귀